# 岡田與祖治
岡田 與祖治（おかだ よそじ、1902年（明治35年）10月22日 - 1972年（昭和47年）2月15日）は、警視庁音楽隊副隊長および隊長、日本吹奏楽指導者協会会長を務めた。名が 与祖治 と表記されることもある。

## 経歴
明治35年(1902年)、大分県に生まれる。大正11年(1922年) 陸軍戸山学校を卒業し、軍楽隊で活動する。陸軍軍楽中尉で終戦を迎える。戦後、警視庁音楽隊副隊長として、隊長の山口常光と共に活躍する。昭和32年(1957年)第2代警視庁音楽隊隊長に就任し、昭和42年(1967年)に退任する。昭和44年(1969年)から昭和45年(1970年)まで日本吹奏楽指導者協会(JBA)第3代会長を務め、日本の吹奏楽の発展に寄与した。昭和47年(1972年)、逝去。